# نیکلاس تاروایروی
نیکلاس تاروایروی (فنلاندی: Niklas Tarvajärvi؛ زادهٔ ۱۳ مارس ۱۹۸۳) بازیکن فوتبال اهل فنلاند است.
از باشگاه‌هایی که در آن بازی کرده‌است می‌توان به باشگاه فوتبال کارلسروهه، باشگاه فوتبال رووانیمی پالوسئورا، باشگاه فوتبال میپا، باشگاه فوتبال گو اهد ایگلز، باشگاه فوتبال دی گرافشاپ، باشگاه فوتبال ویتس‌آرنهم، باشگاه فوتبال هیرنفین، و باشگاه فوتبال تورون پالوسئورا اشاره کرد.
وی همچنین در تیم ملی فوتبال فنلاند بازی کرده‌است.